# 前橋聖マッテア教会

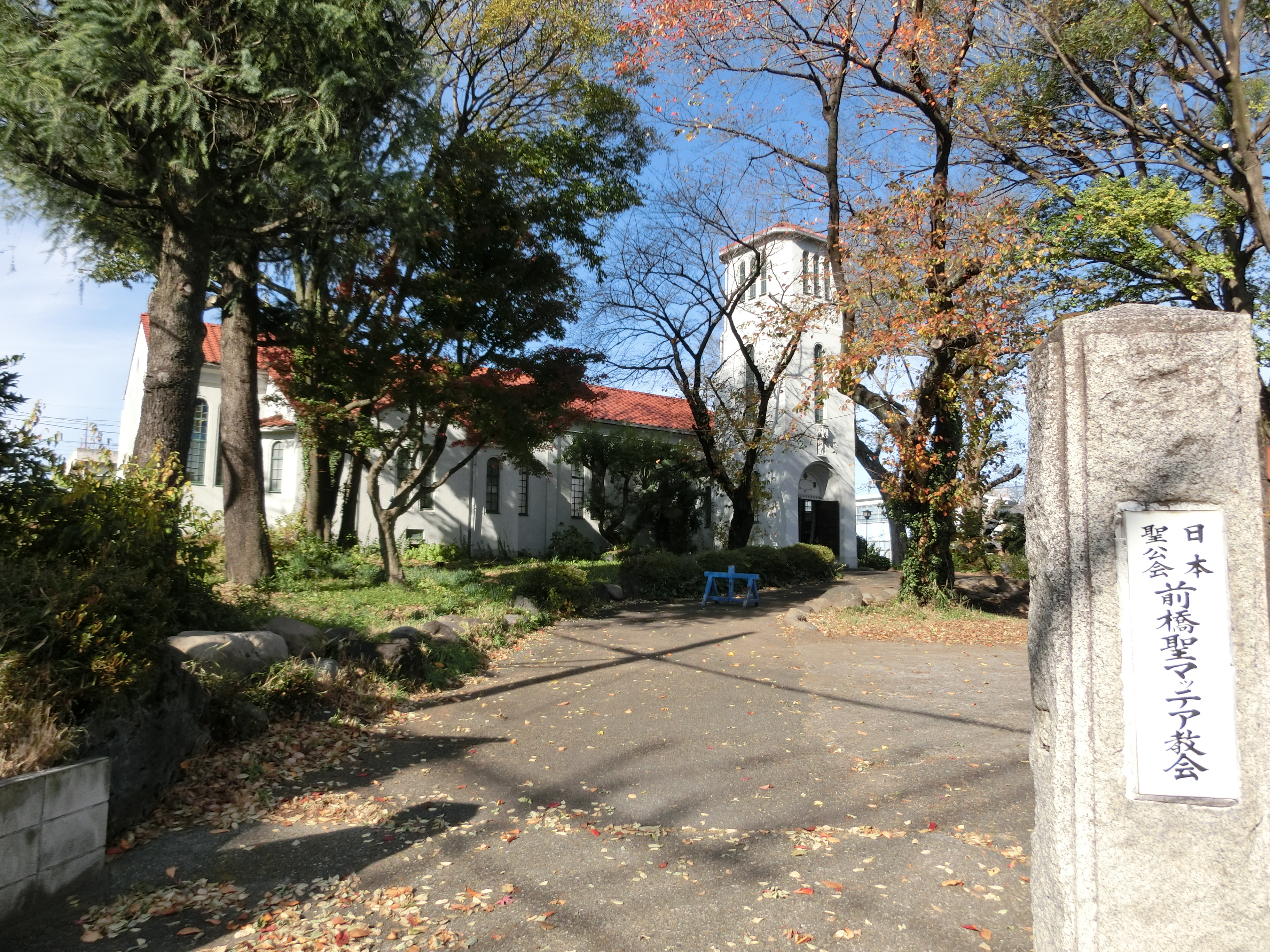
前橋マッテア教会（日本聖公会北関東教区の主教座聖堂）

前橋聖マッテア教会（せいマッテアきょうかい、英語: St. Matthias' Church Cathedral）は群馬県前橋市にあるキリスト教教会で、日本聖公会北関東教区（茨城県、群馬県、栃木県、埼玉県）の主教座聖堂である。

## 概要

### 北関東教区
北東京地方部（現：北関東教区で茨城県、栃木県、群馬県、埼玉県の聖公会教会とその他施設をカバー）の聖公会宣教の始まりは、1878年に川越での米国聖公会の地方宣教であった。この宣教に日本人最初の聖職者である田井正一が参加している。川越から熊谷・東松山と宣教がなされ、その後、前橋・宇都宮・高崎と宣教が続き、1893年にはジョン・マキム北東京地方部初代主教が誕生した。
その後、日光・水戸・大宮・浦和と宣教は広がり、1901年には川越に宇気良幼稚園（後の初雁幼稚園）が開園し、これは埼玉県最初の幼稚園であった。伝道はさらに土浦・下館・足利・新町・草津・佐野・栃木へと広がり、1916年にはコンウォール・リー女史により草津で「救らい事業」（ハンセン病者に関わる活動）も始まった。その後、小山に聖ヨハネ修士会を設立（後に小山祈りの家）、榛名荘が開設された。1941年には、第3代主教として蒔田誠主教が就任した。
太平洋戦争中の困難な時期を経て、1959年には日本聖公会宣教百年記念大会が行われ、北関東教区でも大宮で合同礼拝が行われた。
現在、北関東教区の主教は（フランシスコ・ザビエル）髙橋宏幸管理主教である。

### 前橋聖マッテア教会
前橋における聖公会の伝道は、1889年2月24日（この日は聖マッティアの祝祭日）、米国聖公会宣教師H・S・ジェフリス（H.S. Jefferies）師が前橋市北曲輪町裁判所隣りの岩上氏宅の一室を借りて開いた集会に始まる。同年10月に最初の邦人伝道師の大生閑太郎師が赴任、同時に東京立教学校教授の根岸由太郎が通訳者として伝道を助けることとなり、12月に最初の受洗者3名が生まれている。
1892年に現在地を購入取得し、1900年には聖堂が聖別され「前橋聖マッテア教会」の名が付けられている。後に伝道師となった、高崎生まれの詩人の山村暮鳥（当時は木暮八九十）は、この頃当教会の英語夜学校（前橋聖マッテア教会英語夜学校）に通い1902年6月に受洗した。1922年幼稚園を開設し初代園長にはライト女史が就任、最初の園児は８名であった。この幼稚園は第二次世界大戦中に閉鎖し、戦後復興されることはなかった。太平洋戦争の終戦間近く、1945年8月5日の前橋大空襲で、全市が焦土と化し、教会も爆撃を受けて聖堂を消失した。
戦後の1952年に、前橋聖マッテア教会は「マキム主教記念聖堂」としてアメリカ聖公会の多大な支援を受け、再建され現在に至っている。
聖マッテア教会の牧師は（1926年より）、大野敏之司祭、森紀旦司祭、斎藤章二司祭、高野晃一司祭、小野寺達司祭司祭であった。
前橋聖マッテア教会の住所は前橋市大手町3-10-6で、牧師はこれまで（マルコ）福田弘二司祭であったが、2025年4月から（ミカエル・ヨシュア）大山洋平司祭。

## 交通
前橋市コミュニティバス「マイバス」がJR両毛線前橋駅（乗り場３）および新前橋駅から南循環]で、上毛電気鉄道中央前橋駅から北循環で出ていて、共に「教会南」バス停で下車して、徒歩１、２分。

## 参照項目
- 日本聖公会北関東教区
- 日本聖公会川越キリスト教会礼拝堂
- 宇都宮聖ヨハネ教会
- 日本聖公会熊谷聖パウロ教会
- 日光真光教会礼拝堂